# Pterocarya × rehderiana
Pterocarya × rehderiana es una especie híbrida de árboles de la familia de las Juglandaceae.
Es el resultado del cruce entre Pterocarya fraxinifolia y Pterocarya stenoptera.

## Características
Es un árbol de porte extendido muy vigoroso.
Las hojas son pinadas, largas de 10 a 20 cm similares a las de Pterocarya stenoptera. Estas hojas están compuestas de 10 a 21 folíolos ovales, de color verde oscuro.
Los frutos, verdes y agrupados en amentos colgantes de 40 a 50 cm de longitud, aparecen en verano.
Tamaño: 25 m de altura por 20 m de diámetro.

## Carácter invasivo
Su capacidad de propagarse por medio de sus semillas aladas y de brotes de raíz han convertido este vigoroso híbrido en una nueva especie invasora en la vertiente norte de la cordillera Cantábrica, en la península ibérica. Como tal aparece catalogado por la administración pública de Vizcaya.